# لويس ماريا دي ياودير
لويس ماريا دي لياودر إي دي دالمسس (مدريد، 8 مايو 1837 - برشلونة، 10 يونيو 1902) كان صحفيًا وناشرًا وسياسيًا إسبانيًا، وكان زعيم الكارلية في كتالونيا.
| لويس ماريا دي ياودير                                   | لويس ماريا دي ياودير                                   |
| نائب في الكورتيس عن فيتش ٢٤ ديسمبر ١٨٧٠ - ٢ يناير ١٨٧١ | نائب في الكورتيس عن فيتش ٢٤ ديسمبر ١٨٧٠ - ٢ يناير ١٨٧١ |
| عن دائرة بيرغا                                         | عن دائرة بيرغا                                         |
| ------------------------------------------------------ | ------------------------------------------------------ |
| ١٣ أبريل ١٨٧١ - ٢٤ يناير ١٨٧٢                          |                                                        |
| عن دائرة بيرغا                                         |                                                        |
| ٦ مارس ١٨٩١ - ٥ يناير ١٨٩٣                             |                                                        |
| معلومات شخصية                                          |                                                        |
| الميلاد                                                | 8 مايو 1837 مدريد، إسبانيا                             |
| الوفاة                                                 | 10 يونيو 1902 برشلونة، إسبانيا                         |
| الجنسية                                                | الإسبانية                                              |
| معلومات مهنية                                          |                                                        |
| الوظيفة                                                | سياسي، صحفي                                            |
| اسم مستعار                                             | تانييمان                                               |
| الحزب السياسي                                          | الجماعة التقليدية                                      |
| [editar datos en Wikidata]                             |                                                        |

## السيرة الذاتية
وُلد في مدريد لأبوين كتالونيين. كان ابن شقيق مانويل لياودر. منذ صغره عاش مع عائلته في برشلونة، ثم في ماتارو. في عام 1858 حصل على شهادة في القانون المدني من جامعة برشلونة، لكنه قرر التفرغ للصحافة.
خلال فترة السداسية الديمقراطية، انضم إلى الكارلية وكتب في صحف مثل "صديق الشعب" و"المعيار الكاثوليكي". في عام 1869 نشر كتيبًا بعنوان "نهاية الثورة الإسبانية". من عام 1870 تولّى إدارة منشورات "الحقيقة الكاثوليكية" وصحيفة "الاقتناع"، التي دافع من خلالها عن المبادئ التقليدية وحقوق كارلوس دي بوربون والنمسا-إستي، رغم أنه لم يكن يؤيد القيام بتمرد مسلح.
في الانتخابات العامة عام 1869، انتُخب نائبًا عن دائرة فيك. وبناءً على طلب دون كارلوس، الذي كان يقيم في ذلك الوقت في مدينة فيفي (سويسرا)، قضى وقتًا طويلًا إلى جانبه. في عام 1871، خلال حكم أمديو، انتُخب مجددًا نائبًا، هذه المرة عن دائرة بيرغا.
عند اندلاع الحرب الكارلية الثالثة، زار دون كارلوس وشقيقه دون ألفونسو عدة مرات؛ وكان في فيّافرانكا عندما أُعلن كارلوس السابع سيدًا لغيبوثكوا. وفي عام 1876، بعد انتهاء الحرب، عُيّن أمينًا عامًا لمجلس الجنرالات الذي شكّله دون كارلوس لإدارة شؤون الكارلية، قبل أن يسافر إلى أمريكا.
بعد عودته من روما، حيث أقام حتى عام 1878 يعمل من أجل مصالح الكنيسة — وقد نال هناك التقدير والمودة من البابا بيوس التاسع —، واصل عمله الصحفي. ساعد مانويل ميلا دي لا روكا في إدارة صحيفة "البريد الكتالوني" (التي خلفت "الاقتناع")، وعندما مرض ميلا بشدة، تولّى لياودر منصب المدير. في عام 1884 أسس المجلة الكاثوليكية "نملة الذهب"، التي تحوّلت في عام 1887 إلى مطبعة ودار نشر.
في عام 1888، نشر وثيقة بعنوان "فكر دوق مدريد"، أوضح فيها موقف دون كارلوس من المواقف التي دافعت عنها صحيفتا El Siglo Futuro وLa Fé. بعد الانقسام الذي أحدثه رامون نوسيدال في نفس العام، أُوكلت إليه مهمة تأسيس وإدارة El Correo Español، وهي الصحيفة الجديدة للتيار التقليدي الكارلي، التي كانت تُنشر في مدريد، لكنه عاد بعد فترة قصيرة إلى برشلونة، حيث عُيِّن رئيسًا إقليميًا للكارليين في كاتالونيا.
في الانتخابات العامة لعام 1891، انتُخب نائبًا عن دائرة بيرغا، وفي عام 1896 انتُخب عضوًا في مجلس الشيوخ عن مقاطعة خيرونا، لكنه لم يؤدِّ اليمين. وفي عام 1898، منحه دون كارلوس لقب مركيز فالدياش.
أدار في برشلونة "جمعية الكاثوليك"، وكان مع فيليكس ساردا وسالفاني من أبرز الكُتاب الكاثوليك غير المتسامحين في القرن التاسع عشر. وكان يحظى بتقدير كبير من قِبل رجال الدين في كاتالونيا، حيث أهدوه قلماً من الذهب مع ألبوم يحتوي على 800 توقيع من كهنة أبرشية برشلونة، ومجموعة أدوات كتابة من الفضة، وألبوم آخر به أكثر من 600 توقيع من كهنة خيرونا.
كان عدواً للماسونية واليهودية، وقد نشر في مجلته *La Hormiga de Oro* أعمال كتاب معادين للسامية مثل درومون وكاسابو، وشرع هو نفسه في إتمام هذا التوجه بكتاب بعنوان *أوروبا اليهودية*، الذي نُشر تحت اسم مستعار "Tanyeman". في هذا الكتاب، جمع بين الفكر المعادي للسامية الحديث، والمواقف الكاثوليكية التقليدية المعادية لليهود، المستندة إلى الكتاب المقدس، وآباء الكنيسة، والباباوات، وكلاسيكيين مثل سيليسيو وتوريخونثيو.
كان يعارض تعاون الكارليين مع القومية الكاتالونية الناشئة، التي اعتبرها مرتبطة بالليبرالية. وفضل بدلاً من ذلك توجيه النزعات الكاتالونية نحو التقليدية ضمن إطار الوحدة الوطنية. وفي عام 1895 كتب:
نحن، الذين نحن كتالونيون بقدر أي أحد، لا يمكن لأحد أن يتفوق علينا في محبتنا لكاتالونيا ورغبتنا في رفعتها، والذين لم نكن يومًا أصدقاء ولا شركاء لمن أحرقوا آثارها، ودمّروا أرشيفاتها، وجعلوا كاتالونيا خاضعة للعبودية الليبرالية، بل كنا نحاربهم دائمًا، لم نتفاخر بالكتالونية، ولم ننضم إلى هذا الحراك، الذي هو أحيانًا محموم وبالتالي متهور، لا في دعاياته ولا في تنظيماته، لأننا لم نرغب في أن ننزل من مواقعنا أو أن نجرف مع التيار الذي ستغرق فيه كثير من الأوهام.
توفي عام 1902 نتيجة إصابته بالتهاب السحايا والدماغ.

## الأعمال
- نهاية الثورة الإسبانية: ملاحظات واعتبارات من المفيد أخذها في الاعتبار لاتخاذ القرار الصائب في الظروف الاستثنائية التي نمر بها (1869)
- جدال تعليمي (1892)
- اوروبا اليهودية نسخة محفوظة 4 فبراير 2018 على موقع واي باك مشين. (تحت اسم مستعار "تانييمان"، 1892)

## روابط خارجية
- ويكيميديا كومنز: تصنيف وسائط متعددة عن لويس ماريا دي لياودر
- ويكي مصدر: نصوص أصلية تخص لويس ماريا دي لياودر